# Rickard Falkvinge
Rickard (Rick) Falkvinge (uitspraak: fal-k-ving-e) (Göteborg, 21 januari 1972) is een Zweedse ICT-ondernemer die vooral bekend werd als oprichter en leider van de Zweedse Piratenpartij.

## Biografie
Falkvinge studeerde in 1991 af aan de Göteborgs Högre Samskola, waar hij natuurwetenschap studeerde. Gedurende zijn studies was hij actief in de Gematigde Jeugd Liga, de jeugdtak van de Gematigde Partij van Zweden.
Hij startte zijn eerste bedrijf in 1988; hij was toen zestien jaar oud. In 1993 startte hij zijn studie om ingenieur te worden aan de Chalmers University of Technology in Göteborg. Hij verliet de universiteit in 1995 voortijdig om voltijds aan de slag te gaan als ondernemer.
Falkvinge werkte eerder als projectleider bij Microsoft. Hij was ontwikkelingsmanager bij een klein softwarebedrijf, maar nam ontslag om zich geheel te concentreren op de Piratenpartij die hij in januari 2006 oprichtte. Als partijleider van deze partij trad Falkvinge aan bij de parlementsverkiezingen van 2006, waar hij vanwege de kiesdrempel van 4% echter geen zetel wist te behalen. Ook bij de verkiezingen in 2010 slaagde hij hier niet in. De partij boekte in 2009 wel succes bij de Europese parlementsverkiezingen, waar aanvankelijk één zetel werd behaald. Deze werd ingenomen door Christian Engström. In 2011 kwam er nog een tweede parlementszetel bij, die werd ingevuld door Amelia Andersdotter.
In januari 2011 trad Falkvinge af als partijleider en werd hij opgevolgd door Anna Troberg.